# Bicoque (armure)

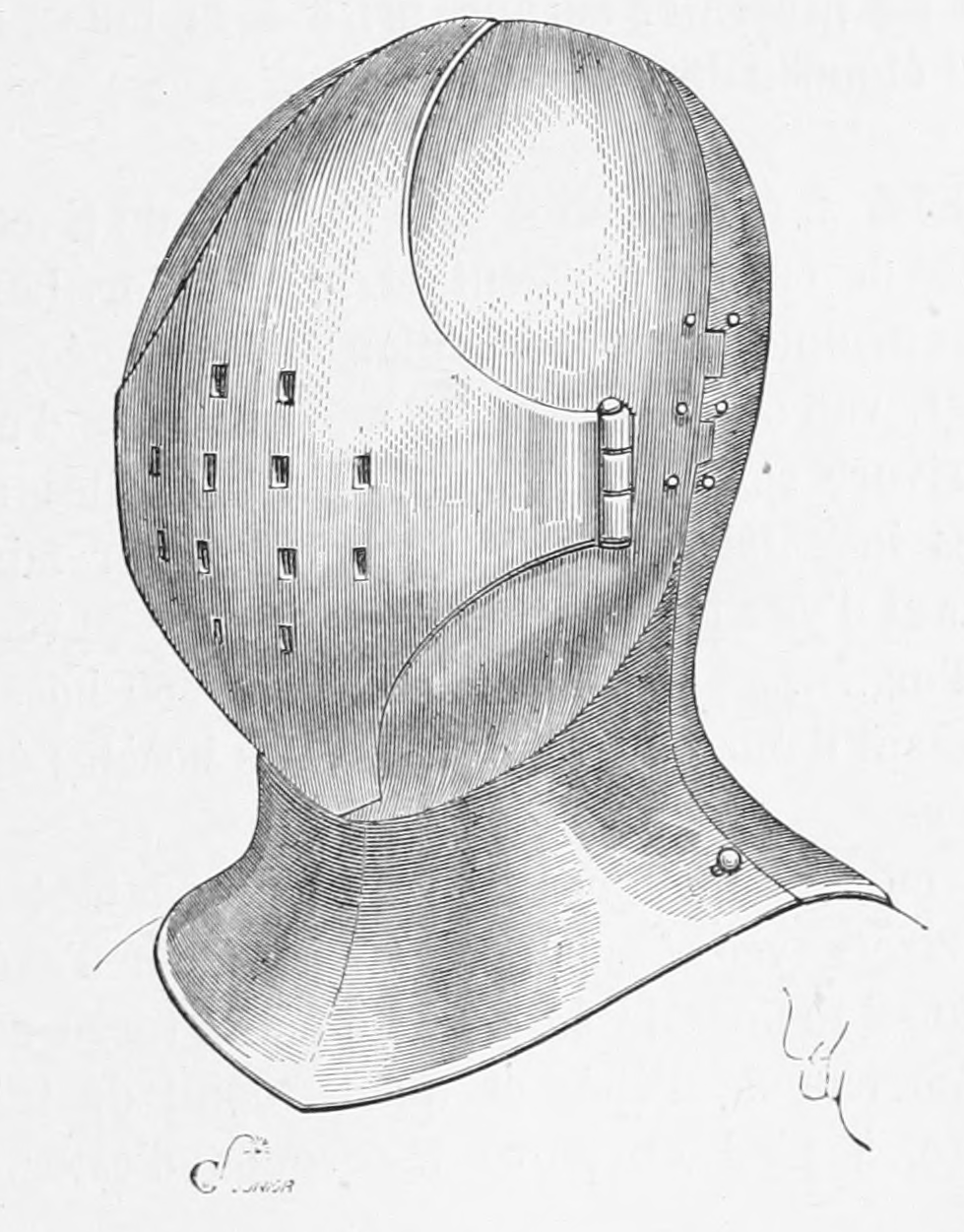

La bicoque est une pièce d'armure enveloppant complètement la tête. Elle apparaît au XVe siècle.
De forme ovoïde, le casque enveloppe exactement la tête. Il s’ouvre en deux au moyen de charnières et de crochets.
Cette protection de tête ne paraît pas avoir été longtemps en usage en raison de ses défauts. Ainsi, un coup de masse sur les charnières pouvait les briser et faire en sorte que son porteur ne pût se débarrasser de son casque sans recourir à un serrurier. Le seul avantage de cette défense était de ne présenter aucune prise à la lance, mais le combattant devait étouffer dans cet œuf de fer.